# Mohamed Camara (director)
Mohamed Camara (nacido en 1959 en Conakri) es un director de cine y actor guineano, residente en Francia.

## Biografía
Estudió en el Atelier Blanche Salant de París. Ha explorado temas controvertidos en sus películas como el incesto en Denko, el suicidio infantil en Minka y la homosexualidad en Dakan,  de 1997, llamada la primera película sobre la homosexualidad de un africano negro.

## Carrera
Ha ganado varios premios internacionales por sus películas, incluido el Gran Premio del Jurado a la Mejor Característica Narrativa Extranjera en LA Outfest por Dakan.
En Norteamérica, es quizás más conocido por su interpretación de Ousmane en la popular serie educativa French in Action.

## Filmografía

### Actor
| Año  | Película                |
| ---- | ----------------------- |
| 1988 | La casa de las sonrisas |
| 1994 | Neuf mois               |
| 1997 | 100% árabe              |

### Director
| Año  | Película |
| ---- | -------- |
| 1993 | Denko    |
| 1994 | Minka    |
| 1997 | Dakan    |